# Otostigmus amballae
Otostigmus amballae är en mångfotingart som beskrevs av Chamberlin 1913. Otostigmus amballae ingår i släktet Otostigmus och familjen Scolopendridae.
Artens utbredningsområde är:
- Nepal.
- Vietnam.

Inga underarter finns listade i Catalogue of Life.